# Ignabergakalksten

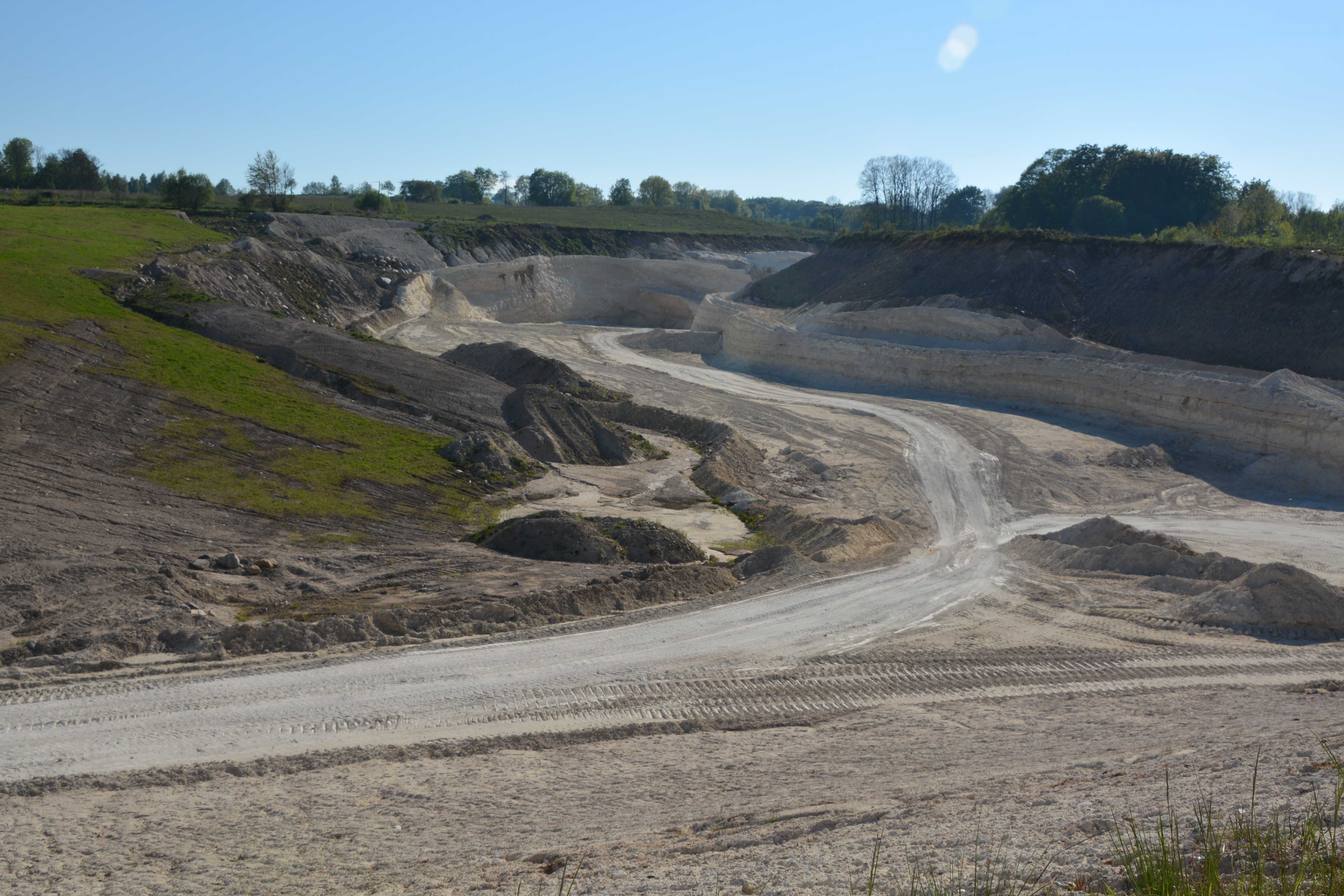
Ignaberga kalkbrott

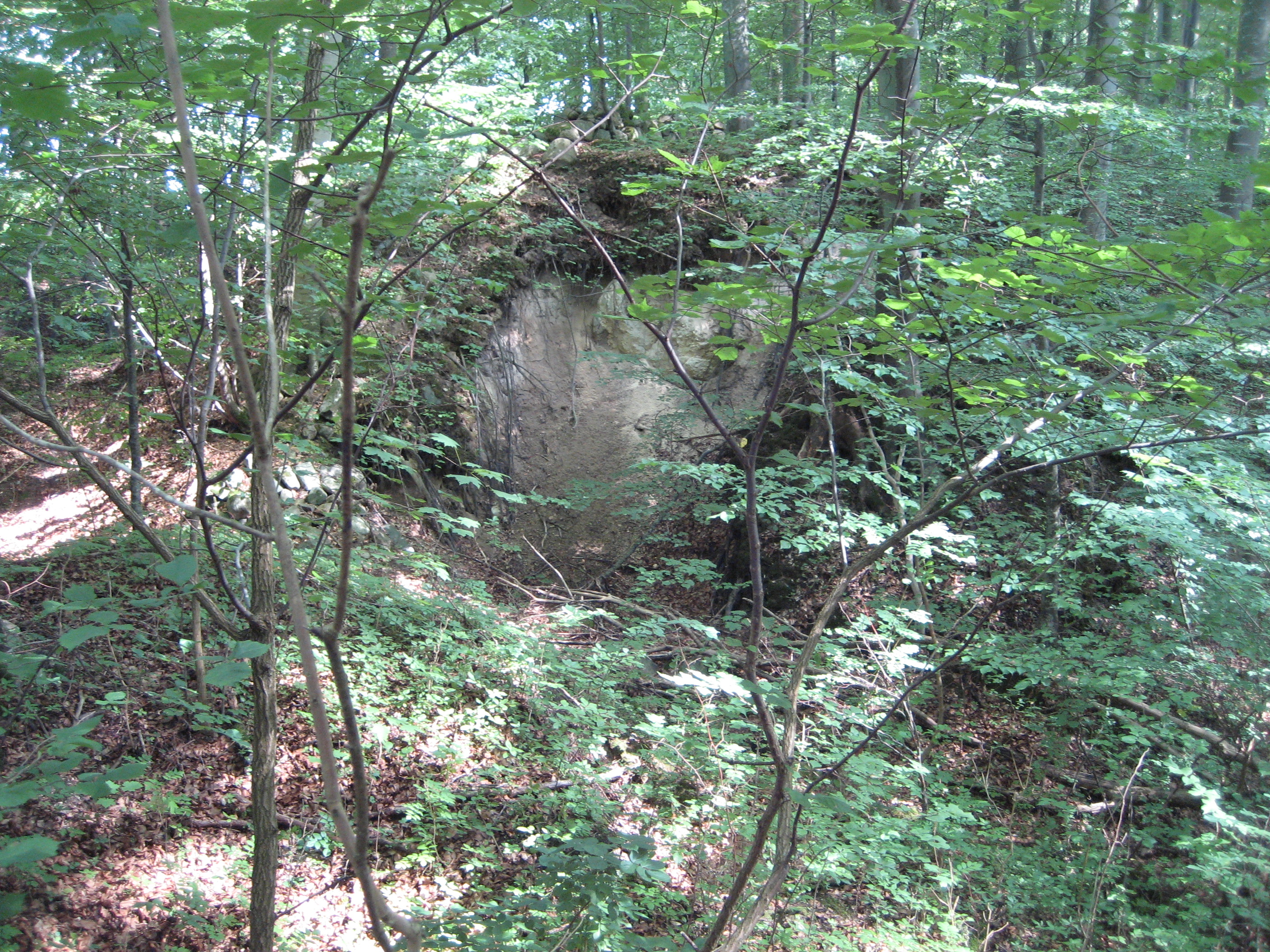
Vedhygge nedlagda och rasade kalkstensgruva

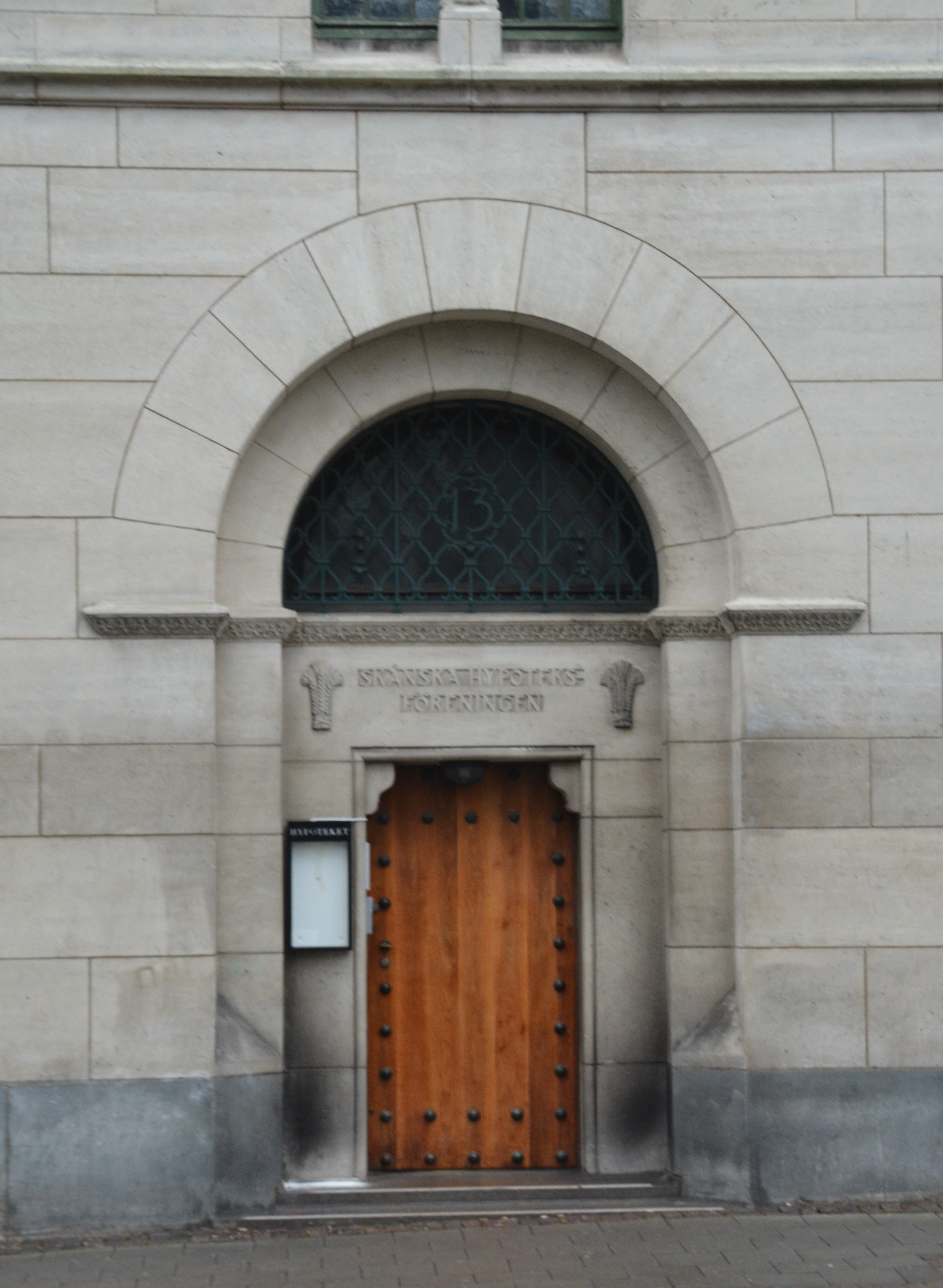
Porten till Skånska hypoteksföreningens hus i Lund

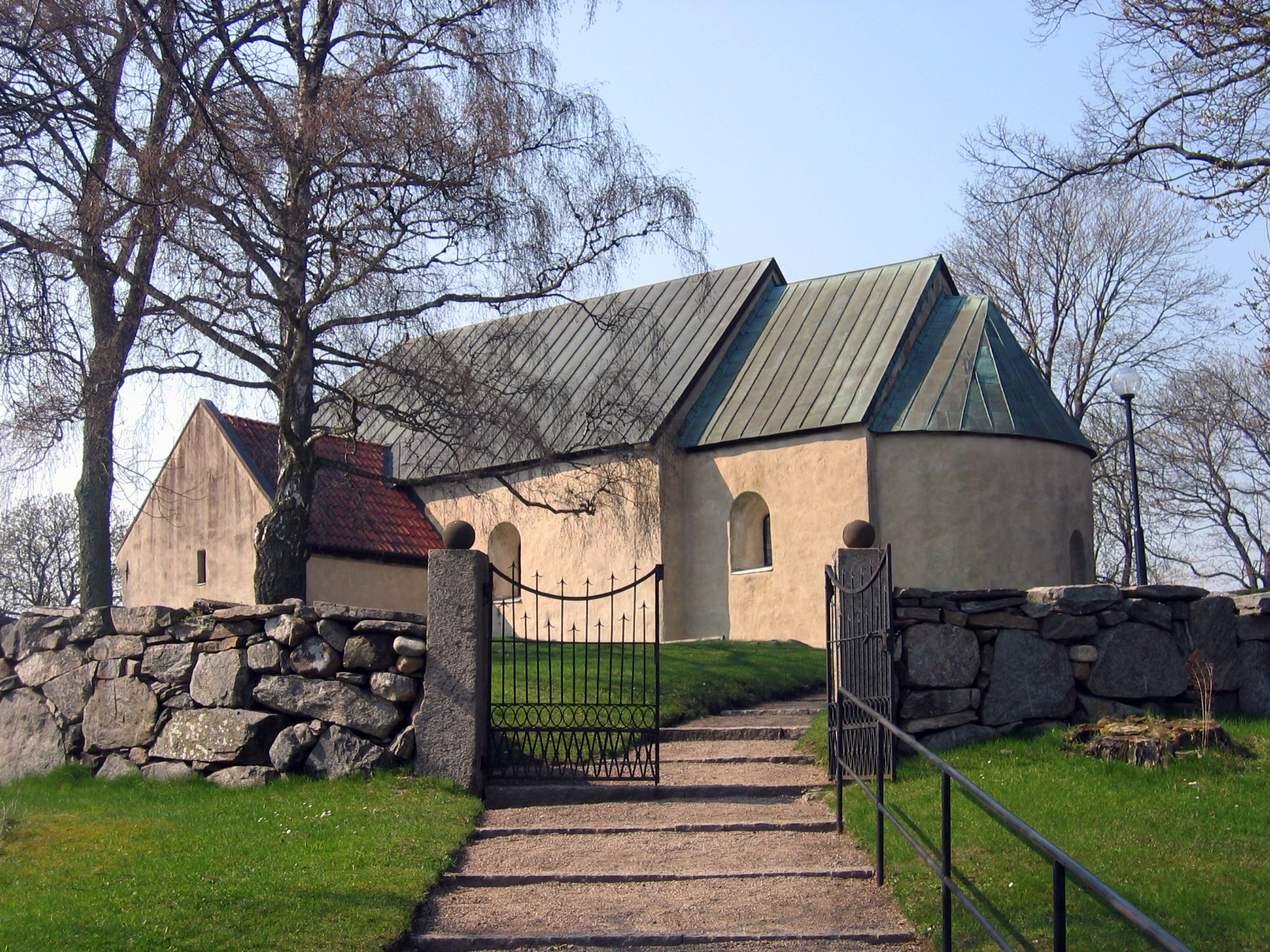
Ignaberga gamla kyrka är byggd i ignabergakalksten

Ignabergakalksten är en kalksten, som finns bland annat vid Ignaberga i Skåne.
I Ingnaberga har kalksten brutits och bränts från slutet av 1100-talet, då Ignaberga gamla kyrka byggdes. Carl von Linné besökte Vedhygge gruva i Ignaberga, där brytningen ägde rum från 1500-talet till 1700-talets mitt, på sin skånska resa 1749. Underjordisk brytning skedde i flera små brott vid Tykarpsgrottan från 1700-talet till 1888.
Nuvarande Ignaberga kalkbrott ligger i norra delen av Nävlingeåsen, varunder ett 5-15 meter lager av morän finns en kalkklippa. Ignabergakalksten finns även på andra ställen i nordöstra Skåne och sydligaste Halland, som Balsberg vid Ifö, Mörby i Blekinge samt Östra Karup.
Industriell brytning har bedrivits sedan 1914 av AB Ignaberga kalkbruk. Leon Nilson (1887–1976) var direktör för företaget från 1918. Han efterträddes av sin son Torsten Leon-Nilson. Det köptes 1990 av Nordkalk, som fortfarande bryter kalksten för malning till kalkmjöl för miljökalk och industrianvändning.

## Byggnader och verk av ignabergakalksten
- Västportalen och västgavelns runda fönster i Svenska Gustafskyrkan i Köpenhamn av Theodor Wåhlin, 1908–11
- Skånska hypoteksföreningen i Lund av Isac Gustaf Clason, 1915–18
- Tolv kolonner i Uppståndelsekapellet på Skogskyrkogården i Stockholm av Sigurd Lewerentz 1925
- Nobelstiftelsens hus, Östermalm (fasad mot gatan) ritat 1926 av Ragnar Hjorth
- Entrén till I Skillinggränd 9 i Stockholm, 1928
- Kolonner til gravkapell på Skogskyrkogården i Stockholm av Thure Bergentz, 1929
- Dopfunt i Välinge kyrka, 1931
- Dopfunt av Torsten Leon-Nilson i Bårslövs kyrka, 1939
- Dopfunt av Anders Jönsson i Västra Alstads kyrka, 1944